# Dan Hrvata
Dan Hrvata je prvi album hrvatskog pjevača Mladena Kvesića iz 1990. godine.

## Pjesme
1. Dan Hrvata
2. Vrati se dušo moja
3. Ti si sunce mog života
4. Varaj me, varaj
5. O, majko zašto me rodi
6. Ne ljubi srce nju
7. Pusti suzu
8. Noćas ću vino piti

## Vanjske poveznice
- Diskografija  Arhivirana inačica izvorne stranice od 10. svibnja 2008. (Wayback Machine)